# Demiürg

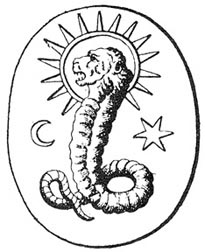
Demiürg, déu creador amb cara de lleó.

El demiürg (en grec significa "artesà"), en la filosofia idealista de Plató, és considerat un déu creador del cosmos. En la filosofia gnòstica és l'entitat inferior a Déu que, sense ser necessàriament creadora, és impulsora de l'univers que atrapa en la matèria les ànimes que són part de Déu. Al judaisme hel·lènic i al cristianisme no gnòstic s'utilitzà la paraula demiürg com a creador, aplicada a Déu. Els jueus i cristians hel·lènics (Filó, Pau de Tars, i pares de l'església alexandrins) eren els qui utilitzaven aquest terme, especialment aquests últims

## Gnosticisme
El concepte platònic del demiürg és reprès pel gnosticisme, identificant-lo amb Jehovà com al creador de la matèria. Però el que en el platonisme era imperfecció, en el gnosticisme es transforma en maldat. L'Univers era pels gnosticistes una gradació, des del més subtil (Déu) fins al més baix (la matèria). Així el demiürg com a creador i organitzador del món material, es converteix en encarnació del mal, empresonant als homes i encadenant-los a les passions materials.
L'Esperit és l'única part de la divinitat que correspon a l'ésser humà, el qual lliura una "batalla" permanent contra el cos i la matèria, transformant així la terra en infern, entenent per "infern" no el concepte de l'Hades o de l'inframon sinó el lloc més allunyat de Déu. Tan sols la sophia, la saviesa, la gnosi, arriba per amor des del subtil fins a la terra per alliberar l'ésser humà de l'esclavitud de la matèria. La salvació no és una qüestió de creença o de pietat divina, sinó que es converteix en una revelació, sols possible per aquells que encara no han perdut del tot la poca divinitat que tots els éssers humans posseïm.